# プジョー・404
404は、プジョーが製造・販売していた自動車である。

## 概要
初めてイタリアのカロッツェリア・ピニンファリーナのデザインであることが公表されたプジョー車であり、その名に恥じぬ流麗なスタイルはデビュー当時大きな評判となった。機構的にも先代のプジョー・403同様の手堅い設計を継承しつつも大部分が新設計となり、初めてラジアルタイヤの標準装着を前提にコンプライアンスブッシング込みで設計された新設計のサスペンションによる高度な操縦性と乗り心地のバランス、そして伝統的な耐久性が高く評価され、一般的に製品ライフサイクルが長いプジョー車の中でも長期にわたって生産され、発展途上国への輸出やタクシーとしての過酷な使用には特に重宝された。
バリエーションとしては4ドアセダン、5ドアステーションワゴン、ピックアップトラックが主力であったが、1961年にはピニンファリーナ製の2ドアカブリオレ、翌1962年には2ドアクーペが追加され、両者はプジョーのフラッグシップモデルとして、1971年に後継車種504のクーペ・カブリオレが登場するまで存続した。
エンジンは1,468 ccと1,600 ccのガソリンと1,816 ccと1,948 ccのディーゼルで、前者には504が登場するまではクーゲルフィッシャー製機械式燃料噴射モデルも存在していた。長いモデルライフの間、ガソリン車は66馬力 - 96馬力、ディーゼル車は55 - 68馬力の、少なくとも10種類の仕様が販売された。ギアボックスはコラムシフトの4速MTが主力であったが、ZF製3速オートマチックも選択でき、クーペ・カブリオレはフロアシフトであった。
フランスでの生産は1975年で終了し、総生産台数は1,847,568台に達した。国外生産は発展途上国を中心に続行され、1988年に404が世界中のどこでも生産されなくなった時点での生産台数は2,885,374台に達した。
404はラリーカーとしても活躍し、1963・1966・1967・1968年にサファリラリーで優勝している。
日本には総代理店新東洋企業により、1960年代を通じてセダン・クーペ・カブリオレが輸入されたが台数は非常に少なかった。

## その他
- プジョーの公式Webサイト「peugeot.co.jp」で404 not foundページにこのクルマの画像が現れる。